# Athrixia
Athrixia Ker Gawl. – rodzaj roślin z rodziny astrowatych (Asteraceae). Obejmuje co najmniej 15 gatunków, występujących naturalnie w środkowej i południowej Afryce.

## Systematyka
Pozycja według APweb (aktualizowany system APG III z 2009)
Jeden z rodzajów plemienia Gnaphalieae z podrodziny Asteroideae w obrębie rodziny astrowatych (Asteraceae) z rzędu astrowców (Asterales) należącego do dwuliściennych właściwych.
Wykaz gatunków
- Athrixia angustissima DC.
- Athrixia arachnoidea J.M.Wood & M.S.Evans ex J.M.Wood
- Athrixia capensis Ker Gawl.
- Athrixia crinita (L.) Druce
- Athrixia debilis DC.
- Athrixia elata Sond.
- Athrixia fontana MacOwan
- Athrixia fontinalis Wild
- Athrixia gerrardii Harv.
- Athrixia heterophylla (Thunb.) Less.
- Athrixia nyassana S.Moore
- Athrixia oblonga S.Moore
- Athrixia phylicoides DC.
- Athrixia rosmarinifolia (Sch.Bip. ex Walp.) Oliv. & Hiern
- Athrixia subsimplex Brenan